# Chemin de Cocaigne
Le Chemin de Cocaigne était une voie gallo-romaine, restaurée ensuite à l'époque carolingienne, qui allait de la presqu'île du Cotentin en Normandie, en longeant l'est de la Bretagne et en traversant l'Aquitaine jusqu'en Gascogne. La partie allant de la Normandie à l'Anjou était localement dénommée chemin gravelais (une commune de la région est nommée La Gravelle). Cette route est nommée chemin du Roy dans un document de 1454. Pour les pèlerins se dirigeant vers Saint-Jacques de Compostelle, c'était l'une des routes privilégiées, rejoignant à Poitiers un autre chemin de Saint-Jacques traversant ensuite les Pyrénées.
Cette route était la seule route carrossable allant dans cette direction et fut un axe commercial très emprunté qui avait aussi une grande importance stratégique en temps de guerre. À l'endroit où elle traverse Bourgon au pré du Pavement, la bataille de la Brossinière eut lieu le long de ce chemin en septembre 1423 : ce fut une victoire des troupes françaises pendant la guerre de Cent Ans ; l'armée anglaise dut abandonner son matériel chargé dans de trop lourds chariots.
Des tronçons de cette voie peuvent encore être empruntés de nos jours au départ de la Mayenne. Souvent le tracé de cette voie a disparu au fil des siècles, mais des toponymes en rappellent le souvenir. Au sud de La Gravelle, la route traverse la commune du Pertre (où elle croisait l'ancienne voie romaine allant de Rennes (Condate) au Mans (Vindunum), longeant notamment la limite orientale de la forêt du Pertre, et à proximité se trouvent les communes de Saint-Cyr-le-Gravelais (1 km) et Ruillé-le-Gravelais (5.3 km) dont les noms rappellent le passage de cette route, probablement un itinéraire secondaire partant du sud du Pertre et allant jusqu'au carrefour de Saint-Poix. Un kilomètre au sud du Pertre, la toponymie du village de Crocagne évoque aussi cette voie. Deux kilomètres au sud-est du Loroux, un lieu-dit porte encore le nom de le Carrefour et indique probablement l'intersection avec une voie (Chemin d'Ahès) qui venait de Carhaix et se dirigeait vers  Lisieux. La commune de La Pellerine rappelle dans son toponyme les pèlerins qui passaient par là en direction de Compostelle ; un demi-kilomètre au sud du bourg de cette commune se trouve le lieu-dit La Gascoignerie, qui rappelle la direction méridionale vers laquelle allait ce chemin. Des panneaux indiquent souvent désormais sur place le tracé de cette ancienne voie aux divers carrefours.
Le chemin de Cocaigne sert aussi de limite entre le département de la Mayenne et celui d'Ille-et-Vilaine, par exemple sur 9 kilomètres entre Bourgon et la forêt du Pertre, qui a formé aussi pendant des siècles la limite entre le Maine et la Bretagne
L'école primaire de Montjean (Mayenne) a été baptisée "École Le Chemin de Cocaigne".